# 이성훈 (유도 선수)
이성훈(1971년 11월 7일 ~ )은 대한민국의 유도 선수이다.
그는 1996년 아시아 유도 선수권 대회에서 하프 라이트급 부문에서 아시아 동메달을 획득했다.